# ヘプタコンタン
| ヘプタコンタン | ヘプタコンタン |
| -------------- | -------------- |
| CH3(CH2)68CH3  |                |
| IUPAC名        | ヘプタコンタン |
| 分子式         | C70H142        |
| 分子量         | 983.8765       |
| CAS登録番号    | 7719-93-9      |
| 密度と相       | 0.83 g/cm3,    |
| 融点           | 105.50 °C      |
| 沸点           | 653.3 °C       |

ヘプタコンタン (Heptacontane) とは、直鎖状のアルカンの1種。炭素原子が70個、分岐することなく一列に連なっている。分子式はC70H142。分子量は983.8765。密度は0.83 (g/cm3)。融点は378.65 (K)。沸点は760mmHgにおいて653.3 (℃)。引火点は698 (℃)。屈折率は1.463。なお構造異性体の種類は約4.71485×1026。